# 周南緑地
周南緑地（しゅうなんりょくち）は、山口県周南市徳山遠石に位置する都市公園（緩衝緑地）である。

## 概要

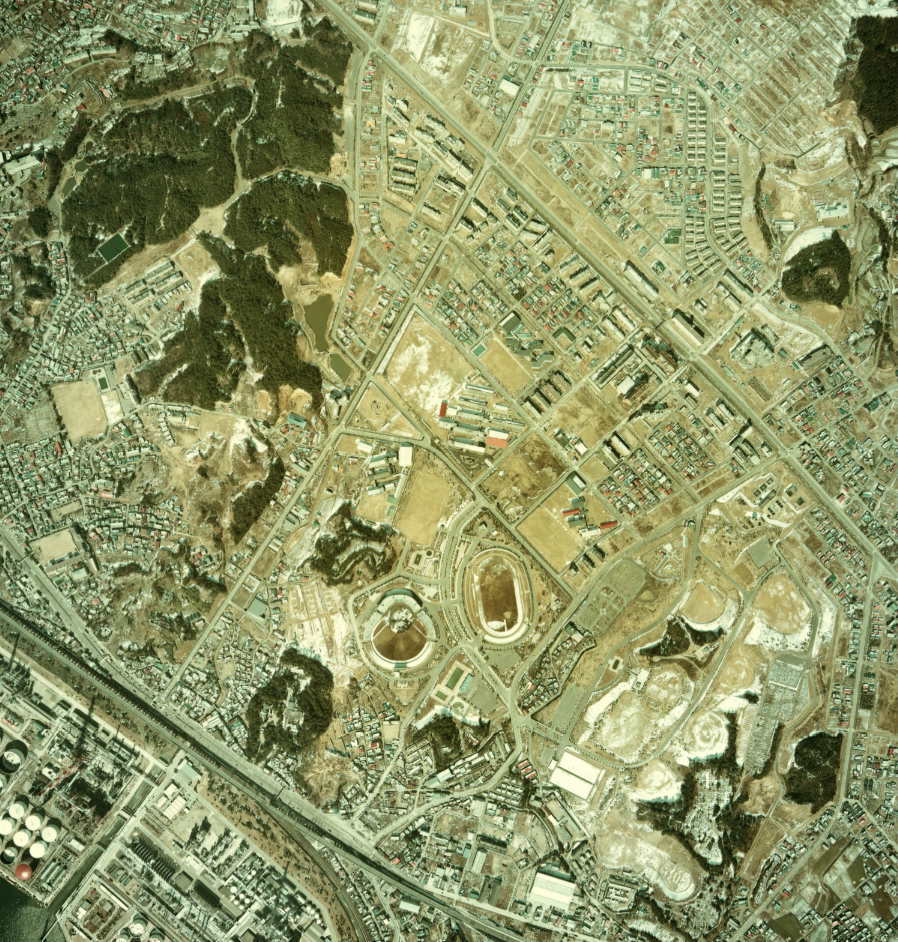
周南緑地上空画像（1974年・一部造成中） -

重化学工業を基幹産業とする徳山市（現周南市）では1960年代以降大気汚染や水質汚濁などの公害が発生し、また急速な都市化によって市街地北部の丘陵地域では住宅団地の開発が盛んに行われるなど市域内の緑地面積も減少しつつあったことから、1964年（昭和39年）より公害防止対策に着手し生活環境の改善に取り組んできた。周南緑地はその一環として事業化され、公害防止事業団（現環境再生保全機構）により1968年度（昭和43年度）から1986年度（昭和61年度）にかけて整備された緩衝緑地である。
公園の面積は76.9haであり、周南市の公園面積の約半分を占める。園内は東緑地、中央緑地、西緑地、横浜緑地、遠石緑地の5つの区域からなり、各種スポーツ施設も備えるなど緩衝緑地の他に運動公園としての機能も併せ持つ。

## 公園施設

### 東緑地
周南緑地の東側にあり、総合スポーツセンターやサッカー場、トリムコースなどがある。中央緑地との間は市道遠石馬屋線で分断されているが、横断歩道橋が掛けられている。

#### テニスコート

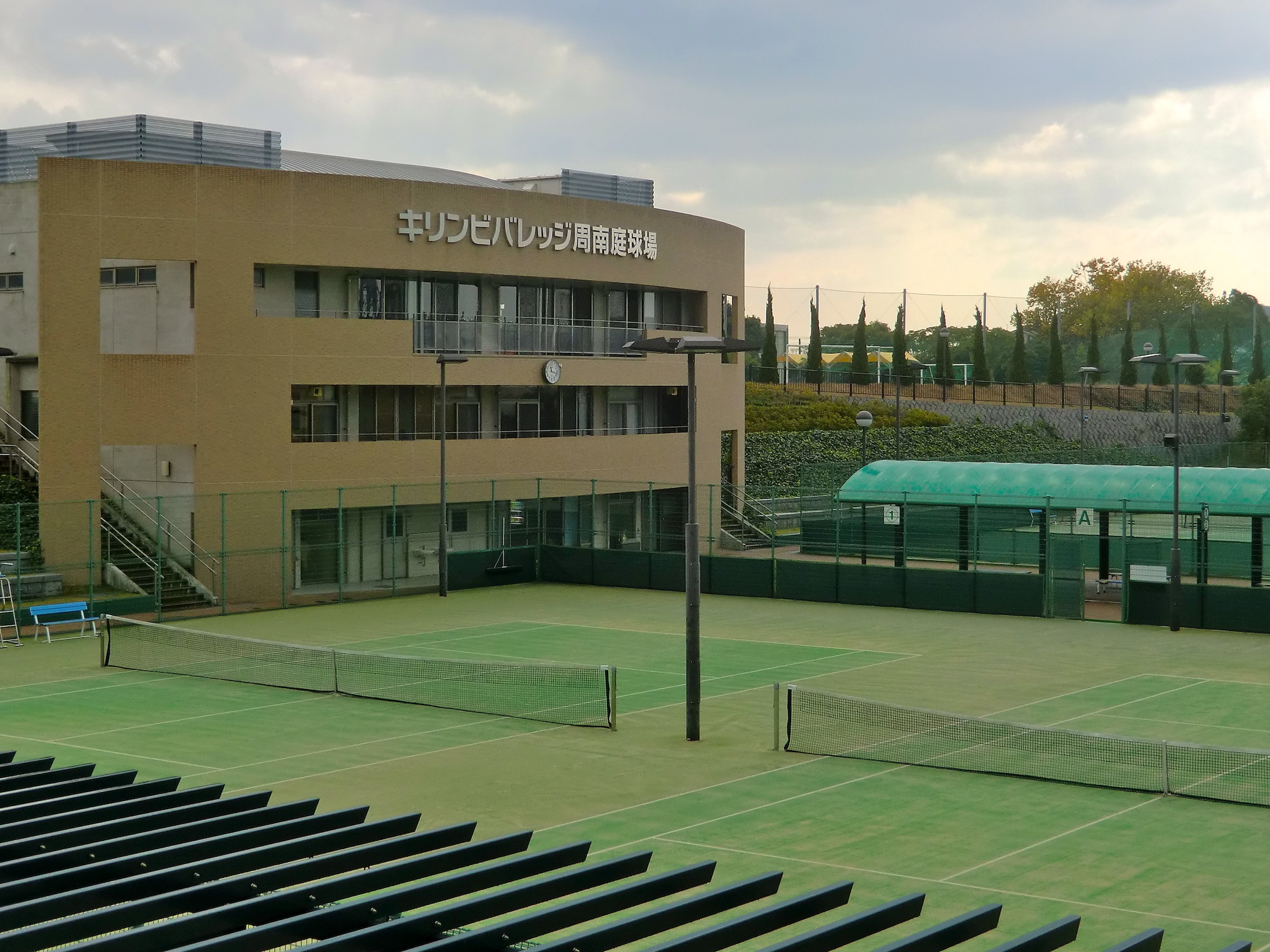
周南市庭球場

敷地面積は14,800m2で、収容人数は1,000人。コートは全天候型が18面あり、うち10面はナイター用の照明機器を備える。第66回国民体育大会（おいでませ!山口大会）では、テニスの競技会場となった。2009年、周南市総合スポーツセンターとともに山口県内の公共施設では初めて命名権（ネーミングライツ）が導入され、キリンビバレッジ周南庭球場の名称を用いている（スポンサーはキリンビバレッジ）。条例上の名称は周南市庭球場である。

#### サッカー場
敷地面積は11,250m2で、ゴール・ネットを常設している。条例上の名称は周南市サッカー場である。

#### ソフトボール球場
敷地面積は8,000m2で、グラウンド（6,000m2）はセンター84m、両翼71m。条例上の名称は周南市ソフトボール球場である。

#### アーチェリー場
敷地面積11,250m2。条例上の名称は周南市アーチェリー場である。

#### 運動広場
東第2グラウンド（8,370m2）、東第3グラウンド（7,350m2）、東第4・第5グラウンド（11,760m2）の4つのグラウンドからなる。条例上の名称は周南市運動広場である。

### 中央緑地
周南緑地の中央部を占める。市販の地図などでは周南緑地運動公園などと表記されることもあるが、条例上は周南緑地の一部分として扱われている。

#### 陸上競技場

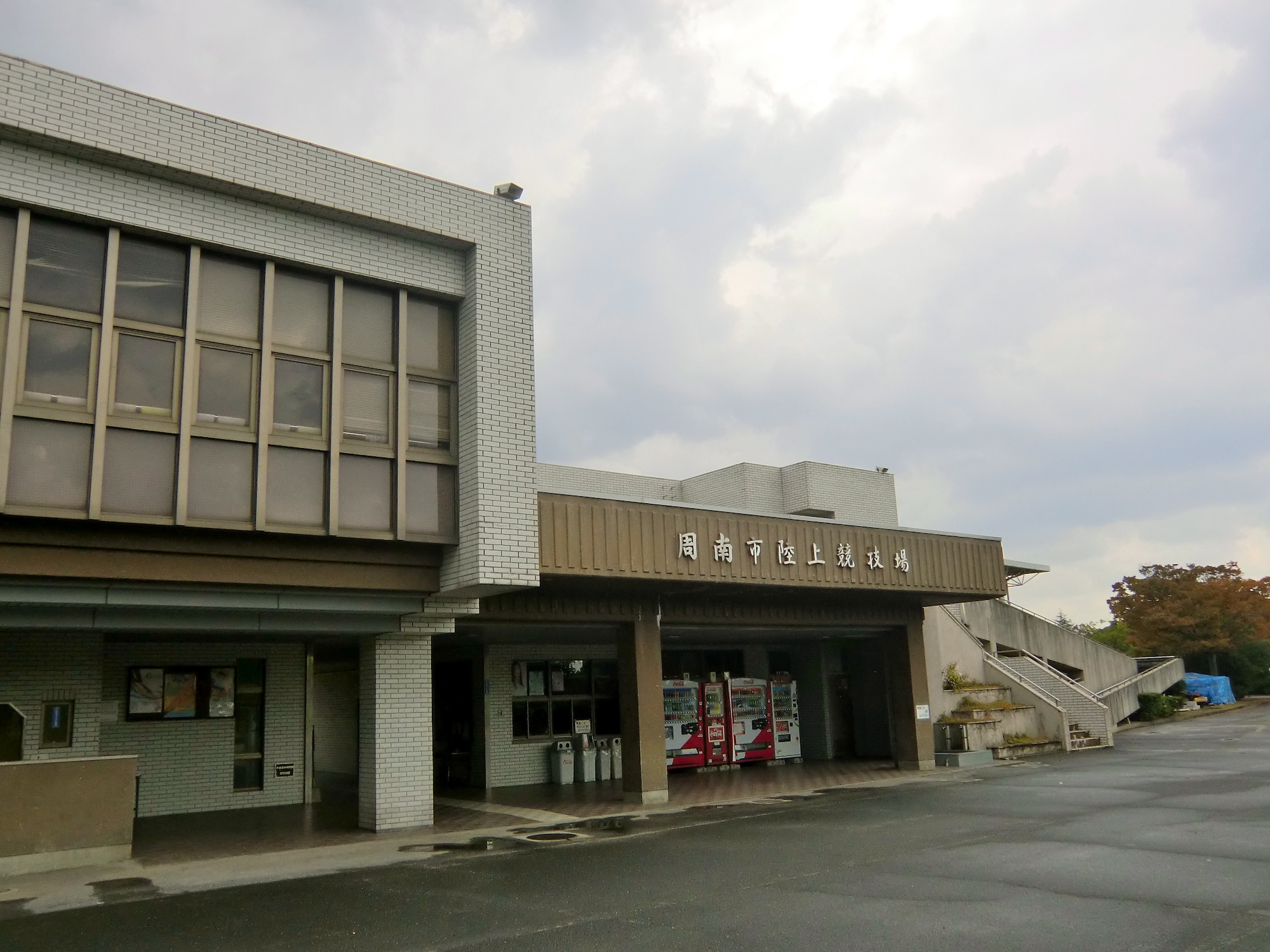
周南市陸上競技場

敷地面積は28,000m2で、収容人数は10,000人。400m×8レーン、幅10mのトラック（シンダー舗装）を備え、フィールドにはバーミューダグラスが張られている。条例上の名称は周南市陸上競技場である。

#### プール
敷地面積は15,000m2で、50m×9レーンの競泳プール（水深1.3 - 1.5m）、25m×6レーンのサブプール（水深1.2 - 1.4m）の他、広さ300m2の子供用プール（水深25 - 70cm）を備える。条例上の名称は周南市水泳場である。

#### 補助競技場
敷地面積は13,200m2で、トラックの長さは300m。コインタイマー式のナイター用照明機器（照度は内野400ルクス、外野200ルクス）を備える。条例上の名称は周南市補助競技場である。

#### 周南フレンドパーク

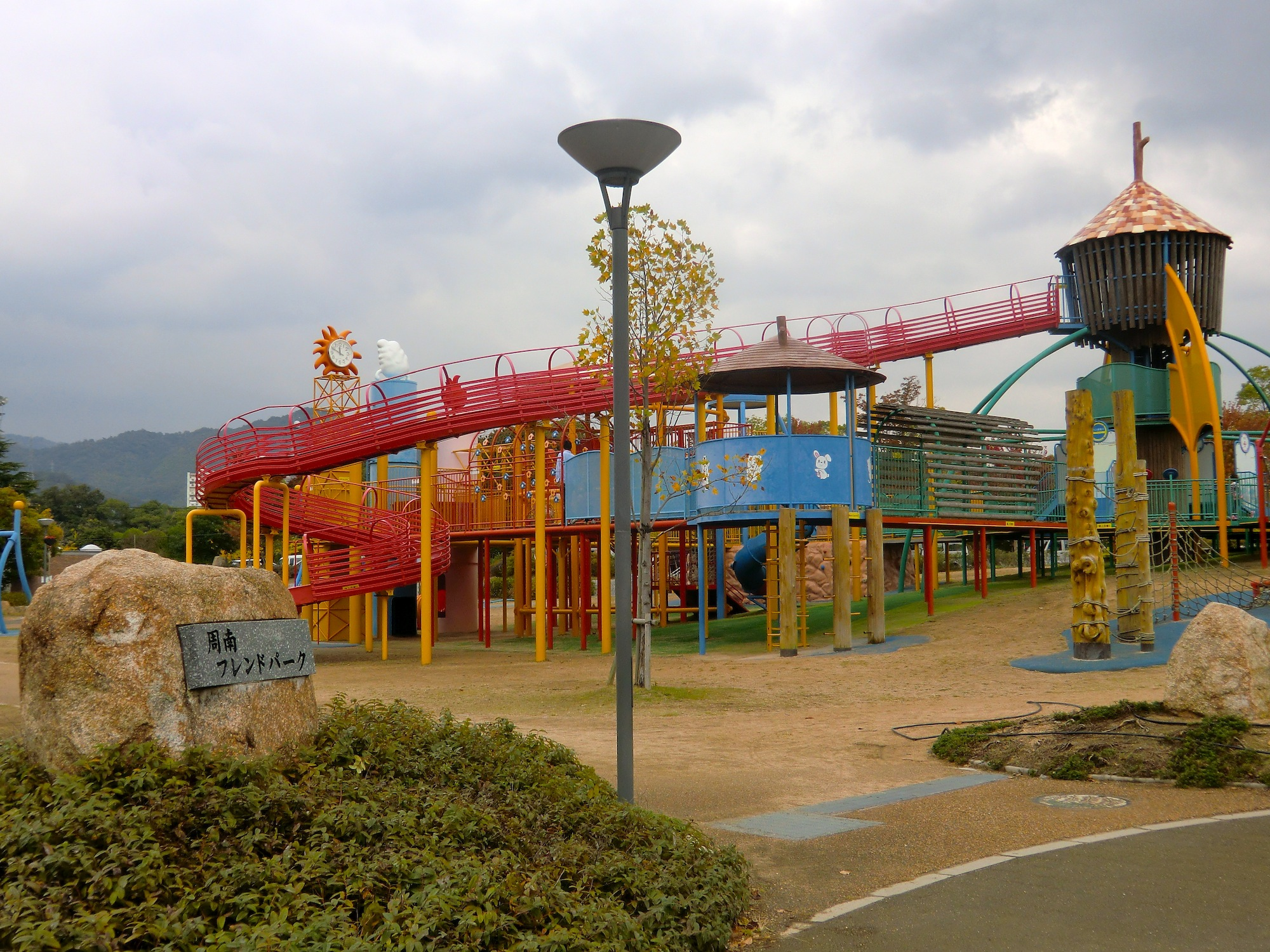
周南フレンドパーク

周南市の市制施行記念事業として整備され、2007年（平成19年）3月19日に完成した。長さ約40mのローラーすべり台やロッククライミング体験施設を組み合わせた大型複合遊具（対象年齢3歳 - 12歳）のほか、幼児用遊具（対象年齢3歳 - 6歳）、多目的広場（芝生広場）等を備える。

### 西緑地

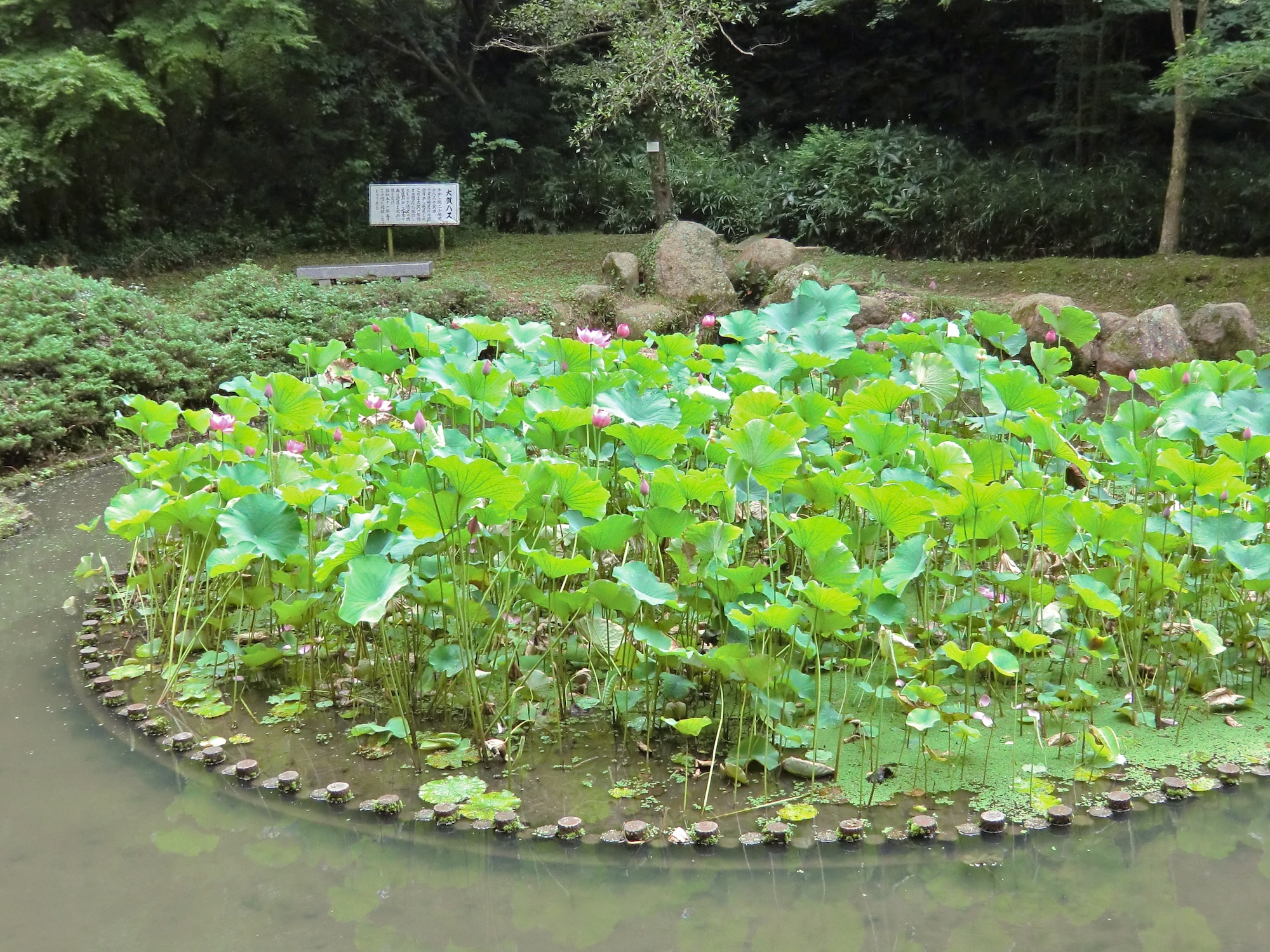
西緑地の万葉の森に植えられている大賀ハス

1966年（昭和41年）に現在地（周南市徳山鉢窪）へ移転した京都大学演習林徳山試験地（現・京都大学フィールド科学教育研究センター徳山試験地）の跡地に整備された。植物園としての役割を持ち、ハナショウブ（75種類、約20,000株）や大賀ハス（約2,000株）、万葉植物（木本類約70種、草本類約60種）、ヤエヤマザクラなどが植えられている。
- 大賀ハスは、発見者である大賀一郎の故郷である岡山市の後楽園より1976年（昭和51年）5月に移植されたもの。これは、緑地の一角を「万葉の森」として造成・整備するにあたり、当時の徳山文化協会の会長や、徳山ロータリークラブ会長の高取利雄（岡山出身の元整形外科医）らの尽力によって、大賀ハスの蓮根を分けてもらうこととなり、翌年1977年（昭和52年）の5月に万葉の森が竣工し、8月には初めての大賀ハスが花を咲かせた[12][13]。
- ヤエヤマザクラは徳山試験地時代に植樹されたヤマザクラに類する品種の一種であり、徳山桜（とくやまざくら）とも呼ばれる[11]。13枚の花びらが八重咲きとなる珍しい品種であり、3月下旬から4月上旬までが見頃である[11]。